# Charles Timmermans
Charles Timmermans, (2 juni 1942) is een gewezen Belgische atleet, die zich had toegelegd op het hoogspringen. Hij veroverde drie Belgische titels.

## Biografie
Timmermans verbeterde in 1960 het Belgisch record in het hoogspringen van Walter Herssens tot 1,97 m. Het jaar nadien werd hij Belgisch kampioen met een nieuw record van 1,98 m. Ook de twee volgende jaren veroverde hij de Belgische titel.

### Clubs
Timmermans was aangesloten bij Excelsior Sports Club.

## Belgische kampioenschappen
| Onderdeel    | Jaar             |
| ------------ | ---------------- |
| hoogspringen | 1961, 1962, 1963 |

## Persoonlijk record
| Onderdeel    | Prestatie      | Datum        | Plaats  |
| ------------ | -------------- | ------------ | ------- |
| hoogspringen | 1,98 m (ex-NR) | 30 juli 1961 | Brussel |

## Palmares

### hoogspringen
- 1961:  BK AC – 1,98 m (NR)
- 1962:  BK AC – 1,90 m
- 1963:  BK AC – 1,90 m
- 1964:  BK AC – 1,85 m
- 1966:  BK AC – 1,85 m